# 雷西姆农战役
雷西姆农战役是1941年5月20至29日希腊克里特岛发生的战役，隶属第二次世界大战的克里特島戰役。伊恩·坎贝尔中校统领澳大利亚和希腊联军抵抗阿尔弗雷德·斯特姆空军上校带领的德国空军第7航空师第2空降猎兵团，守御雷西姆农和附近简易机场。
5月20日克里特岛共遭四轮空降突袭，首先是清晨该岛西部的哈尼亚主港口与马莱迈机场遇袭，雷西姆农是第二轮。清晨空投伞兵的德军飞机原定当天向雷西姆农空投第2空降猎兵团，但希腊本土机场的混乱和延误导致突袭不但没有直接空中支援，而且未能在短时间空投完毕，耗时太长且人员分散，落到盟军阵地附近的德军因地面火力和着陆不利伤亡惨重。
德军行动总指挥庫爾特·斯圖登特空军中将集中资源赢得雷西姆农以西80公里的马莱迈机场战斗，盟军中东司令部司令阿奇博尔德·韦维尔上将5月27日下令撤离克里特岛，但岛上盟军司令伯纳德·弗赖贝格少将无法将命令转达坎贝尔。面对装备坦克与大炮的德军，坎贝尔在5月29日投降，部分澳大利亚军人逃入南部高地，52人最后在岛民帮助下逃到埃及。

## 背景
1940年10月28日希意戰爭爆发，希腊开始积极投身第二次世界大战。英国与英联邦远征军受命支援希腊，援军总数超六万人。英军进驻克里特岛，确保希腊陆军第5克里特师（5th Cretan Division）能增援本土战役。如此安排对英国很有利：克里特岛能为英國皇家海軍提供地中海东部的绝佳港口，罗马尼亚境内的普洛耶什蒂油田也在岛上英军轰炸机攻击范围。希腊人无须远征军援助便把意大利人赶出国门，但1941年4月德军介入后席卷希腊本土，远征军被迫撤退。英国皇家海军在四月结束前已转移5.7万盟军将士，有些到克里特岛增援驻军，但大部分重型装备失落。
德国陆军总司令部忙于准备入侵苏联而且整体反对攻击克里特岛，但阿道夫·希特勒希望除去岛上飞机对罗马尼亚油田的威胁，而且德国空军将领很想以空降突袭攻占该岛。希特勒在“第28号指令”（Weisung Nr. 28）要求侵占克里特岛，用作“在地中海东部打击英国的空军基地”。指令还要求五月行动，而且不得干扰针对苏联的行动计划。

## 实力对比

### 盟军
1941年4月30日，随新西兰陆军第2师（2nd New Zealand Division）撤离希腊本土的伯纳德·弗赖贝格（Bernard Freyberg）少将受命担任克里特岛驻军司令，他上任后马上指出驻军严重缺乏重武器、设备、补给和通讯设施。地中海戰役期间盟军装备一直稀缺，克里特岛情况更加严重，岛上驻守的英国部队七个月就换了六任司令。英國皇家空軍要从1941年4月才开始常驻该岛，但机场早已开建，雷达网站和仓库都已建好。四月上旬，岛屿北岸马莱迈（Maleme）与伊拉克利翁的机场、以及雷西姆农的跑道都已竣工，佩迪亚达－卡斯特里（Pediada-Kastelli）的另一条跑道即将建成。一周内2.7万英联邦军人从希腊本土撤到克里特岛，大部分除随身武器外没有任何装备，许多人连随身武器都没有；战斗打响时岛上留有1.8万人，另外九千撤离。再加上岛上原有1.4万驻军，使盟军总兵力达3.2万，另有一万希腊人支援。

5月20日盟军部署和德军空降区

澳大利亚和希腊军队各有两个营驻扎雷西姆农地区，由伊恩·坎贝尔（Ian Campbell）中校指挥。澳军两个营都曾在四月参与希腊本土战斗，共计伤亡180人，4月30日才开始抵达雷西姆农。澳军共有1270名老兵，另有几个附属英联邦小部队。希腊驻军共有2300人但大部分训练和装备不足，而且弹药严重短缺，许多人连步枪都没有，有步枪的平均每人还不到20发子彈，很多甚至只有三发。坎贝尔共有八门炮，四门75毫米口徑，另外四门是从意大利人手中缴获的100毫米大炮。守御雷西姆农的希腊宪兵 （Elliniki Chorofylaki）营新兵共有800人而且装备精良。坎贝尔用无线电和弗赖贝格联系，但没有转译加密信息的代码，明文发送的无线电信息极易落入德军掌握，严重限制坎贝尔与上级的通讯。
雷西姆农的跑道在小镇以东约13公里，靠近皮吉（Pigi）村。当地沿海公路和跑道主要建在山脊上，从东面可俯瞰跑道的“A高地”和斯塔伏罗门诺斯村（Stavromenos）向西延伸约三公里，抵达普拉坦斯村（Platanes）和“B高地”。南面的“D高地”能清楚看到内陆地形，澳军的第二澳大利亚帝国军（Second Australian Imperial Force）第1营（2/1st Battalion）驻地在“A高地”和山脊东侧，有六门野戰炮保护，第二澳大利亚帝国军第11营（2/11th Battalion）驻地在“B高地”及周边，有两门野战炮和许多机枪支援。希军第4团驻地在澳军两营之间的山脊上，第5团是预备队，驻守山脊以南。坎贝尔的指挥部在“D高地”，另有两辆瑪蒂達 II重型坦克在跑道西侧沟壑。盟军所有部队都挖好工事并有良好伪装。粮草存量有限，需在当地寻找。

### 德军

克里特岛战役地图，红色代表德军，蓝色是盟军，雷西姆农位于中部

德军以代号“水星行动”（Unternehmen Merkur）发动克里特島戰役，由威廉·利斯特陆军元帅指挥德国陆军第12集团军（12. Armee）主导，配备570架战机的德国空军第8航空军（VIII. Fliegerkorps）提供密接空中支援。指挥行动的庫爾特·斯圖登特空军中将统领德国空军第11航空军（XI. Fliegerkorps）负责突击，突击队包括德国空军第7航空师（7. Flieger-Division）的步兵，另有德国空军空降突击团（Luftlande-Sturm-Regiment）与德国陆军第5山地师（5. Gebirgs Division）共2.2万人，500余架Ju 52運輸機负责部队运输。斯圖登特计划用第7航空师对克里特岛北岸盟军阵地发起四轮空降突袭，再由海空两路运输的第5山地师携带大部分重武器增援。
德军入侵前轰炸克里特岛及周边海域确立制空權，摧毁岛上29架英国皇军空军战斗机，剩下六架转移到亚历山大港。行动数天前的德国情报称岛上盟军总兵力约5000人，其中伊拉克利翁驻军400多人，雷西姆农没有正式驻军。德军派第7航空师第2空降猎兵团攻打雷西姆农，但调走一个营，剩下约1700人由阿尔弗雷德·斯特姆（Alfred Sturm）空军上校指挥。斯特姆计划派第3营在雷西姆农以东约三公里跳伞，在两支炮兵部队支援下攻占该城。同时第1营在雷西姆农跑道东侧着陆，在一个机枪连增援下占据跑道。斯特姆本人计划与团指挥部在两营空降点间中途位置着陆，另有一个加强连的预备队。

#### 伞兵
德军降落伞的设计和打开方法令傘兵行动受限。降落伞会在人员跳出飞机后自动打开，所以伞兵都要穿防护服遮挡织带和装备，这就导致他们跳伞时不能携带体积超过手枪或手榴弹的武器。步枪、自动武器、迫击炮、彈藥、食品和饮用水都要另行空投。伞兵找到空投物资前只能用手枪和手榴弹自卫。
为防打开降落伞的拉线失效，德军伞兵必须头朝下跳出飞机，而且训练要求他们以四肢着地，而不是通常建议的双脚并拢屈膝落地，导致大量人员手腕或脚腕受伤。德军伞兵跳出飞机后无法控制下降过程，也无法影响着陆位置。为确保伞兵不致远离空投武器箱，跳伞高度要求不超过120米，风速不超过每小时23公里。运输机必须低空直线慢速飞行，任何地面火力都能轻易命中。运送伞兵的三引擎Ju 52运输机非常可靠，每架可携带13名伞兵，武器箱放在飞机外部的炸弹挂架。

## 战斗

### 初期攻势

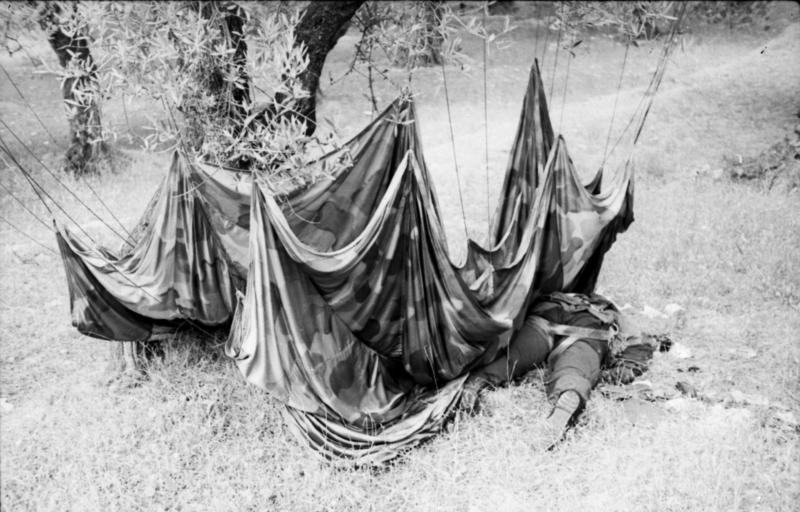
德军丧生伞兵

5月20日清晨，德军两个加强团用降落伞或突击滑翔机在克里特岛西部主港口哈尼亚附近的马莱迈机场着陆，运送人员的飞机计划当天下午在雷西姆农与伊拉克利翁继续空投。德军在希腊本土仓促修建的简易机场设施问题重重，对接下来攻打雷西姆农的行动非常不利。这些机场因尘土覆盖导致飞机安全滑行速度降低，起降风险大增。上午盟军地面火力打伤的许多Ju 52运输机在降落时坠毁，只能拖离跑道。飞机要靠手工加油，耗时超过预期。Ju 52运输机联队长鲁迪格·冯·海金（Rüdiger von Heyking）深知雷西姆农周边空投伞兵的行动会严重延误，决定把空中支援攻势推迟，尽量配合伞兵进攻时机，但因通信不力未能及时把命令转达。
德军原计划先以空袭迫使防御部队寻找掩护，空袭减弱后马上在14点开始空投伞兵，确保地面守军通信中断且无法集中力量反击。但空袭直到16点后才开始，而且飞机还不到20架所以没什么效果。坎贝尔所部14:30得知岛屿西部遇袭后推断空降突袭可能接踵而至，但直到16点15分首批共24架Ju 52运输机才出现。飞机按伞兵降落路线沿海岸线平行飞过，驻守山脊的盟军看得一清二楚而且就在射程内。当天下午守军至少击落七架运输机，还有许多带着尾部浓烟不知所踪。
德军飞行员面对敌方火力的规避动作致使部分伞兵在海上降落，其中一组掉入藤丛，人员全部刺死，还有三人的降落伞没打开。大量伞兵着陆前就被打死。希腊本土机场的混乱导致雷西姆农空中行动缺乏协调，空投伞兵的行动不是同时进行，而是一轮又一轮运输机平行于盟军占领的沿海山脊直线低空飞行，极易沦为地面火力目标。在此期间德军没有战斗机或轰炸机前往压制地面火力，历史学家安東尼·畢沃爾称德军此时面临的局势“混乱至极”。
德军第1营的幸存者在“A高地”附近降落后找到武器箱并攻打高地，其他伞兵稳步来援，但有些援兵降落点甚至在距目标三公里的斯塔伏罗门诺斯村。经过激烈战斗，德军占领“A高地”，坎贝尔下令玛蒂尔达 II重型坦克反击，但两辆坦克都因地形崎岖被困，澳军在山脊设立阻拦工事计划另一轮反击。德军第1营为攻下高地约死伤400人，坎贝尔用无线电向弗赖贝格请求增援以便反击夺回“A高地”，弗赖贝格在午夜回复无员可派，把所有援兵派往威胁更大的哈尼亚。
德军运输机误在澳军第11营阵地周边空投第3营大量伞兵，结果大部分被杀或被牵制后被俘。第3营其他人员按原计划在普拉坦斯村西侧的帕瑞维利亚村（Perivolia）周边着陆，击溃当地希腊预备役训练营并找到武器箱后重整旗鼓向雷西姆农进军。德军18点左右企图进入雷西姆农，但被希腊宪兵联同神父、修士在内的武装平民击退。
德军第2空降猎兵团指挥部和附属连约200人在盟军阵地降落并且伤亡惨重，澳军第11营当晚扫荡后抓获88名战俘并取得大量武器弹药，斯特姆21日被俘。空降后德军无线电设备全部失落，导致在雅典指挥的斯圖登特对情况一无所知。他晚上七点派飞机与第2空降猎兵团联络，但飞机也失去联络而且没有返航。

### 后续行动

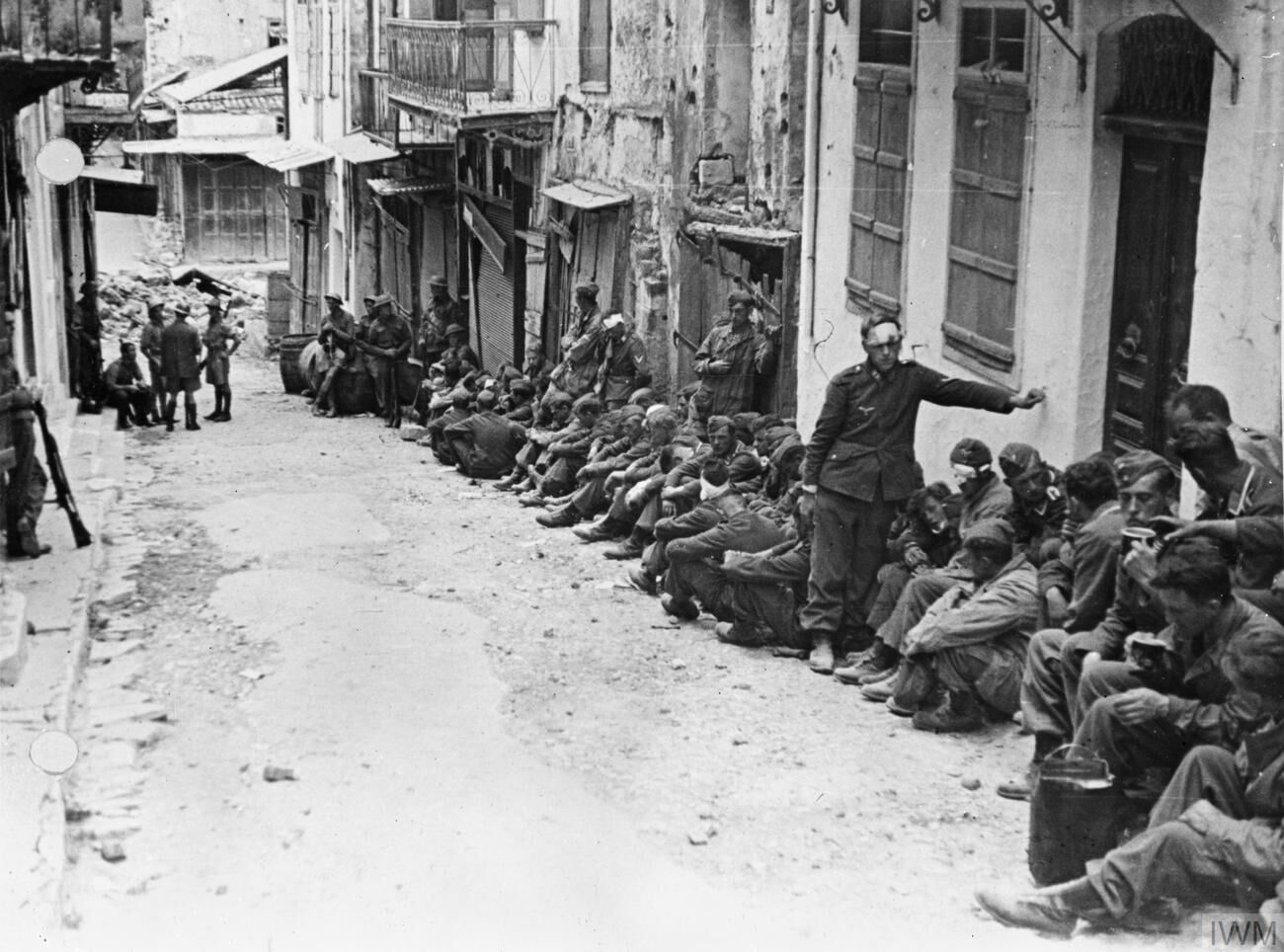
德军伞兵俘虏

5月21日拂晓，德军打退澳军第11营和希军第5团重夺“A高地”的攻势。坎贝尔下令早上八点再次进攻。德军此时也准备进攻，但却因自家飞机误炸打乱行动。盟军经过激烈的短兵相接迫使德国后撤，幸存者躲入斯塔伏罗门诺斯村附近建筑牢固的橄榄油厂。盟军收复大炮和两辆此前弃置的坦克。
德军第3营21日再度攻打雷西姆农，但被希腊宪兵和武装平民击退并牵制在帕瑞维利亚村周边。第3营还受到自家飞机轰炸和足以俯瞰他们阵地的“B高地”澳军炮击。盟军在Ju 52运输机飞过时停火并利用俘获的德军信号装备请求增援，拿到德方送来的武器弹药及其他装备。仍然不知雷西姆农战况的斯圖登特当晚又派出联络飞机，水上飛機靠近海岸降落，把无线电装上橡皮艇运向海滩，结果全部毁于澳军火力。据本次战役的希腊官方历史文献记载，21日德军共阵亡70人，伤300人，另有200人被俘。
此后几天盟军反复攻打帕瑞维利亚村和橄榄油厂的德军阵地，两辆坦克虽然实用但经常故障或因地势不平停摆。德军第3营残兵在帕瑞维利村亚面临的攻势越来越猛，澳军利用俘获的信号装备指示德军飞机轰炸自家伞兵。德军多次空袭支援第3营，在22日炸死当地州长、宪兵营长和许多平民。盟军多次袭击帕瑞维利亚村都无功而返。23日晚德军借助强大空中支援进攻澳军，但也没有任何进展。德军空中火力还直接打击雷西姆农，当地医院被炸。5月22日盟军攻击橄榄油厂，但因澳军第1营和希军第4团协调不力失败。5月26日澳军与希军第5团突袭橄榄油厂并抓获约100名战俘，其中42人受伤。德军第1营30名幸存者向东逃窜。
历史学家卡勒姆·麦克唐纳（Callum MacDonald）认为，20日双方伤亡都很惨重，此后“战斗变得不那么野蛮”。战役接近尾声时，盟军共俘虏超500德军。双方在阿德尔（Adhele）建起联合医院，德国和澳大利亚大夫合作救死扶伤。但伤员情况都很严峻，没有麻醉藥可用，还需把降落伞撕开充当绷带。许多伞兵倒在降落点，盟军阵地前就有400余具尸体。尸体在阳光下膨胀并被乌鸦分食，情报人员从中搜寻文件。死者身上财物洗劫一空，当地人还偷走靴子。历史学家安东尼·毕沃尔称，有些伞兵是被当地人砍死。德方根据尸体情况声称死者遭受酷刑和虐待，并经纳粹电台传播。

### 投降

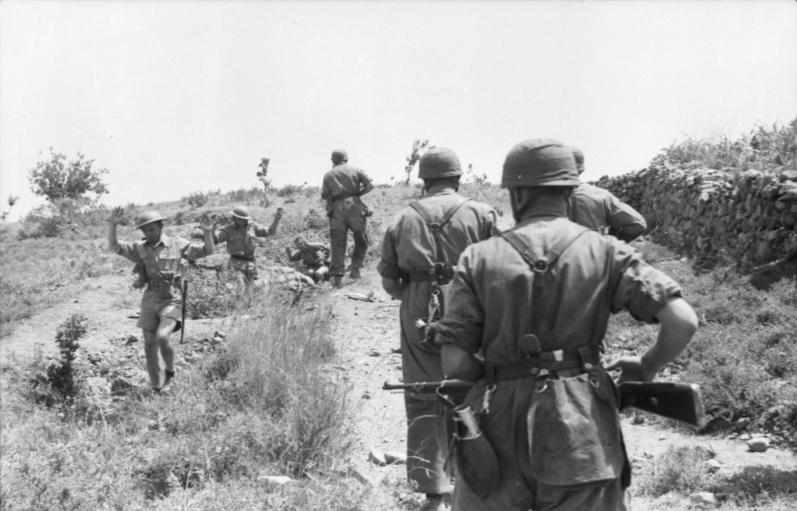
克里特岛的盟军投降

德军在此期间赢得马莱迈机场的战斗，占领哈尼亚和港口并迫使守军向东面和南面逃离。5月26日弗赖贝格向中东司令部司令阿奇博尔德·韦维尔上将汇报，克里特岛战役已告失败，韦维尔次日下令撤离该岛。弗赖贝格要求雷西姆农驻军向南前往普拉基亚斯（Plakias），希望他们能从当地撤离，但坎贝尔无法解码加密无线电信息，弗赖贝格又不能冒德军获知行动计划的风险传递明文信息。弗赖贝格派信使5月27日晚乘补给船前往雷西姆农，但信使没有及时登船。5月27至28日弗赖贝格多次派飞机传信未果，坎贝尔始终对整体局势一无所知。他曾在战役前期派人前往弗赖贝格的总部，但此人已在26日返回，没有提议撤退。
5月29日早上，奥古斯特·维特曼（August Wittmann）中校带领德军向东进发，其中包含第85和141山地团，第31装甲团，除坦克外还有重型火炮。德军进攻雷西姆农东侧盟军阵地，切断各阵地联系，盟军最后弹尽粮绝，坎贝尔约在当天正午后投降。德军战俘获释，96名澳大利亚军人阵亡，934人被俘，其中190人受伤。澳军第11营许多人在当地居民协助下逃离，13名军官和另外39人逃到埃及。希军的两个团转移，第4团在阿德尔（Adele）投降，第5团撤到阿卡迪（Arkadi），该团大部分人员来自克里特岛，许多人分散逃离。希腊军民是役死伤不明。

## 影响
德军占领克里特岛的伤亡一度超出巴爾幹戰役，损失或无法作战的Ju 52运输机达200架之多，此后再也没有尝试大规模空降行动。澳军第1和第11营的幸存者后在巴勒斯坦重组部队。德军占领克里特岛后血腥报复，行刑队处决3474名平民，死于报复及各种暴行的更多。战争结束之际，克里特岛德军司令汉斯-格奥尔格·本塔克（Hans-Georg Benthack）少将1945年5月9日在伊拉克利翁无条件投降。如今雷西姆农有许多地方以伊恩·坎贝尔命名。

## 脚注
1. ↑  Long & 1953，第256页
2. ↑  MacDonald & 1995，第120页
3. ↑  Long & 1953，第1页
4. ↑  Long & 1953，第182–183页
5. 1 2  Beevor & 1991，第11页
6. ↑  Murfett & 2008，第114页
7. ↑  Long & 1953，第205页
8. ↑  Pack & 1973，第21页
9. ↑  Spencer & 1962，第95页
10. ↑  Admiralty Historical Section & 2002，第102页
11. ↑  Vogel & 1995，第530–531页
12. ↑  Prekatsounakis & 2017，第ix页
13. ↑  Falvey & 1993，第119页
14. 1 2  Richards & 1974，第324–325页
15. ↑  Beevor & 1991，第32, 50–51页
16. ↑  MacDonald & 1995，第147页
17. ↑  Davin & 1953，第480页
18. ↑  Long & 1953，第183 n., 256页
19. ↑  Long & 1953，第183 n., 256–257 n. 2页
20. ↑  MacDonald & 1995，第189–190页
21. 1 2  Long & 1953，第256–257 n. 2页
22. ↑  Beevor & 1991，第50, 68页
23. ↑  Davin & 1953，第48页
24. ↑  Beevor & 1991，第48, 68页
25. 1 2 3  MacDonald & 1995，第275页
26. ↑  Long & 1953，第267页
27. 1 2 3 4 5  MacDonald & 1995，第189页
28. 1 2 3  Beevor & 1991，第69页
29. ↑  Davin & 1953，第175页
30. 1 2 3 4  MacDonald & 1995，第190页
31. ↑  Long & 1953，第257页
32. ↑  Beevor & 1991，第41–42页
33. ↑  Vick & 1995，第27页
34. ↑  Gilbert & 1989，第184页
35. ↑  Beevor & 1991，第42页
36. ↑  MacDonald & 1995，第192页
37. 1 2 3 4  Beevor & 1991，第70页
38. 1 2  MacDonald & 1995，第20–21页
39. ↑  MacDonald & 1995，第20页
40. ↑  MacDonald & 1995，第17页
41. ↑  MacDonald & 1995，第180–181, 188页
42. 1 2  Beevor & 1991，第71页
43. ↑  Beevor & 1991，第68页
44. ↑  Davin & 1953，第179页
45. 1 2  Beevor & 1991，第68–69页
46. 1 2  Long & 1953，第258页
47. ↑  Long & 1953，第258–259页
48. ↑  Long & 1953，第259页
49. 1 2 3  Davin & 1953，第176页
50. 1 2  MacDonald & 1995，第190–191页
51. ↑  Long & 1953，第226页
52. ↑  Long & 1953，第260 n. 2页
53. 1 2  Hellenic Army History Directorate & 1985，第240页
54. ↑  Beevor & 1991，第62, 92页
55. ↑  MacDonald & 1995，第191页
56. ↑  MacDonald & 1995，第213页
57. 1 2  Hellenic Army History Directorate & 1985，第245页
58. ↑  MacDonald & 1995，第214页
59. 1 2 3  MacDonald & 1995，第214–215页
60. ↑  Long & 1953，第264页
61. ↑  Hellenic Army History Directorate & 1985，第247–248页
62. ↑  Long & 1953，第264–271页
63. ↑  Hellenic Army History Directorate & 1985，第250–251页
64. ↑  Beevor & 1991，第92页
65. ↑  Hellenic Army History Directorate & 1985，第255页
66. ↑  Beevor & 1991，第62页
67. ↑  MacDonald & 1995，第215–216页
68. ↑  Beevor & 1991，第123页
69. ↑  MacDonald & 1995，第226–227页
70. ↑  MacDonald & 1995，第273–274页
71. ↑  MacDonald & 1995，第274, 276页
72. ↑  Donaldson & 2004，第212页
73. ↑  Long & 1953，第271–272页
74. ↑  Long & 1953，第265, 267页
75. ↑  Antill & 2005，第83页
76. ↑  Long & 1953，第269, 271, 273–274页
77. 1 2  Hellenic Army History Directorate & 1985，第259页
78. ↑  Long & 1953，第316 n. 2页
79. ↑  Long & 1953，第275 n. 2, 315 n. 2页
80. ↑  Bell & 1991，第17页
81. ↑  Davin & 1953，第486页
82. ↑  MacDonald & 1995，第301页
83. ↑  Long & 1953，第336, 419页
84. ↑  2/11th AWM & 2021
85. ↑  Beevor & 1991，第175页
86. ↑  MacDonald & 1995，第302–303页
87. ↑  Obituary, Ian Campbell 1997.